# Scamander
Scamander är en ort i Australien. Den ligger i kommunen Break O'Day och delstaten Tasmanien, i den sydöstra delen av landet, omkring 180 kilometer nordost om delstatshuvudstaden Hobart.
Trakten är glest befolkad. Närmaste större samhälle är St Helens, omkring 15 kilometer norr om Scamander. Genomsnittlig årsnederbörd är 846 millimeter. Den regnigaste månaden är november, med i genomsnitt 122 mm nederbörd, och den torraste är januari, med 42 mm nederbörd.